# Borsi-Balogh Máté
Borsi-Balogh Máté (Kiskunlacháza, 1994. február 21. –) magyar színművész.

## Életpályája
Gyermekkorát Dunavarsányban, majd Kiskunlacházán töltötte, itt érettségizett az Érdi Szakképzési Centrum Kiskunlacházi Szakképző Iskolájában. 2008-2014 között a szigetszentmiklósi Sziget Színházban játszott. 2014-2019 között a Színház- és Filmművészeti Egyetem zenés színész szakán tanult. 2019-től az Örkény Színház társulatának tagja.

## Fontosabb színházi szerepei
- Bonnie és Clyde (Margitszigeti Szabadtéri Színpad, 2019)
- Jó estét nyár, jó estét szerelem (Városmajori Szabadtéri Színpad, 2019)
- Az ügy (Katona József Színház, 2018)

### Örkény Színház
- Macbeth (2019)[7]

- Édes Anna (2019) - Patikárius Jancsi / Ficsor
- Andromakhé (2020) - Pürrhosz
- A szecsuáni jó ember (2021) - Su Fu borbély
- Winterreise (2021)
- 33 változat Haydn-Koponyára (2021) - Angyal
- Az ajtó (2022)
- A Nemzet Özvegye (2022) - Fiú
- Liliom (2022) - Ficsur
- The Black Rider (2022) - Wilhelm
- Hat medúza egy tepsiben (2023) - Máté
- Galilei élete (2024) - Galileo Galilei

## Filmes és televíziós szerepei
- Brazilok (2017)
- Egynyári kaland (2019)
- Átjáróház (2022)
- A Séf meg a többiek (2022) ...Louis Mallame

## Díjai
- Junior Prima-díj (2024)[8]